# Ischnomera
Genre
Ischnomera est un genre d'insectes de l'ordre des coléoptères, de la famille des Oedemeridae.

## Espèces rencontrées en Europe
- Ischnomera auripennis (Reitter 1903)
- Ischnomera caerulea (Linnaeus 1758)
- Ischnomera cinerascens (Pandellé in Grénier 1867)
  - Ischnomera cinerascens cinerascens (Pandellé in Grénier 1867)
  - Ischnomera cinerascens reitteri Ganglbauer 1881
- Ischnomera cyanea (Fabricius 1792)
- Ischnomera fulvicollis (Reitter 1897)
- Ischnomera haemorrhoidalis (W. Schmidt 1846)
- Ischnomera sanguinicollis (Fabricius 1787)
- Ischnomera xanthoderes (Mulsant 1858)
  - Ischnomera xanthoderes xanthoderes (Mulsant 1858)